# Ahlsell
Ahlsell AB er en svensk handelsvirksomhed indenfor VVS, El, Værktøj & Teknik, befæstelse og stål. Koncernen havde i 2023 en omsætning på ca. 50 mia. svenske kroner. De har 300 butikker og 7.500 ansatte i Sverige (4.100 ansatte), Danmark, Norge, Finland, Baltikum og Polen.
I 1903 grundlagde brødrene Rudolf Ahlsell og Herman Ahlsell virksomheden R Ahlsell & Co. Denne virksomhed solgte gasvarmeapparater, køleløsninger, VVS og varmeteknik.